# Battaglia di Ichirai
La battaglia di Ichirai (市来鶴丸城の戦い?, Ichiki Tsurumaru-jō notatakai) fu combattuta nel 1539 tra due rami del clan Shimazu.
Shimazu Katsuhisa, che comandava la famiglia Shimazu, non aveva figli eredi e fu cacciato da Shimazu Sanehisa, che era il capo di un altro ramo chiamato Sasshū (薩州家?). Sanehisa dichiarò quindi di essere il capo del clan senza essere adeguatamente riconosciuto dal resto delle famiglie. Katsuhisa chiese aiuto a Shimazu Tadayoshi per riconquistare la sua posizione, e Tadayoshi diede suo figlio Shimazu Takahisa in adozione a Katsuhisa come condizione per il suo aiuto. Nel 1526 Katsuhisa consegnò a Takahisa la posizione del capofamiglia. Tuttavia, fu solo nel 1539, nella battaglia di Ichirai, quando Tadayoshi sconfisse Katsuhisa (che avrebbe riacquistato il potere in seguito) che Takahisa venne riconosciuto come capo da tutti i membri del clan Shimazu.